# Ллойд, Карли (футболистка)
Карли Энн Ллойд (англ. Carli Anne Lloyd; род. 16 июля 1982[…], Дерлан, Нью-Джерси) — американская футболистка, выступавшая на позиции атакующего полузащитника и нападающего. Двукратная олимпийская чемпионка, чемпионка мира. Лучшая футболистка мира по версии ФИФА в 2015 и 2016 годах.
В финале чемпионата мира 2015 года сделала хет-трик, ставший первым в истории финалов женских мировых первенств. Это второй хет-трик в финале в истории чемпионатов мира, проводимых ФИФА, после трёх мячей Джеффри Херста в 1966 году и первый хет-трик, сделанный в основное время финальных матчей (Херст третий мяч забил в дополнительное время).

## Ранние годы
Родилась в семье Стивена и Памелы Ллойдов в городке Делран Тауншип на юге штата Нью-Джерси. В футбол начала играть в возрасте пяти лет. С 1997 по 2000 год училась в старшей школе Делрана, выступала за школьную команду. В выпускном классе была капитаном школьной команды, в двадцати одной игре чемпионата забила 26 мячей и сделала 8 голевых передач. В 1999 и 2000 годах газета «The Philadelphia Inquirer» признавала её футболисткой года школьного чемпионата. С 2001 по 2004 год училась в Ратгерском университете и выступала за студенческую команду «Скарлет Найтс». Четыре года подряд включалась в символическую сборную конференции Биг Ист чемпионата NCAA, став первым атлетом университета, добившимся такого успеха.
В ходе первого сезона в университетской команде сыграла во всех матчах и забив 15 мячей. По итогам сезона была признана Новичком года в конференции Биг Ист, став первым представителем Ратгерского университета, получившим эту награду. Второй сезон завершила с 12-ю забитыми мячами. Вошла в число претендентов на Трофей Херманна, вручаемый лучшим футболисту и футболистке студенческих чемпионатов. В третьем сезоне отличилась 13 раз и отдала 2 голевых передачи. В 2004 году забила 10 мячей в чемпионате и была признана лучшим полузащитником конференции Биг Ист. В 2013 году была включена в Зал славы Ратгерского университета как выдающаяся выпускница.

## Клубная карьера
Впервые на профессиональном уровне Ллойд сыграла ещё в 1999 году, во время учёбы в старшей школе. В её активе выступления за команды W-Лиги — «Сентрал Джерси Сплэш» (1999 год), «Нью-Брансуик Пауэр» (2000 год) и «Саут Джерси Баншис» (2001 год). Летом 2004 года, перед началом учебного года, сыграла один матч за «Нью-Джерси Уайлдкэтс».
В 2009 году возобновила клубную карьеру, подписав контракт с клубом WPS «Чикаго Ред Старс». В сезоне 2009 года провела за клуб 16 матчей, забив 2 мяча. После завершения чемпионата, покинула «Ред Старс» в качестве свободного агента. В октябре подписала однолетний контракт с действующим чемпионом — «Скай Блю». В апреле 2010 года, в матче против «Чикаго Ред Старс», получила травму лодыжки, после которой на поле вернулась только в сентябре, проведя два матча до завершения сезона.

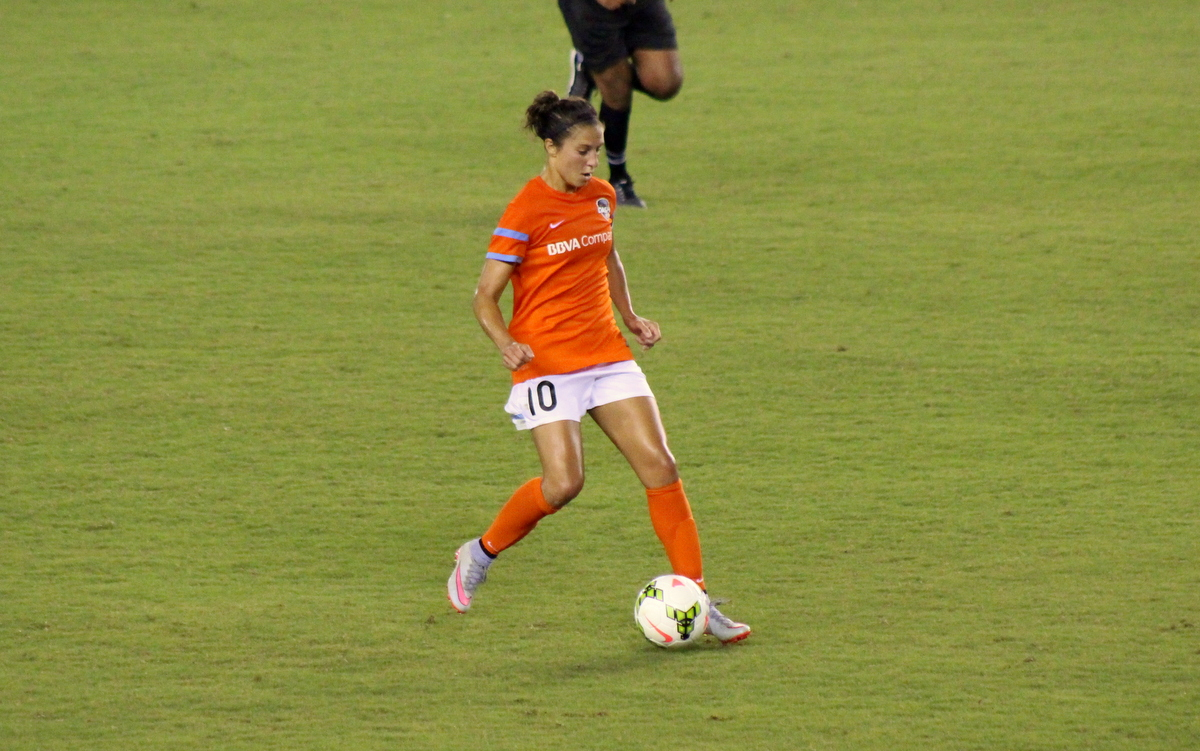
В составе «Хьюстона» в сентябре 2015 года

В декабре 2010 года подписала контракт с только что созданным клубом «Атланта Бит». За клуб сыграла в 10 матчах, забив 2 мяча. 11 января 2013 года перешла в «Вестерн Нью-Йорк Флэш», готовящийся к старту в только что созданной лиге NWSL, в рамках программы распределения игроков. Из-за травмы дебютировала за клуб только 12 мая в матче против «Канзас Сити». 28 июня 2013 года сделала хет-трик в ворота «Вашингтон Спирит». Команда заняла первое место в регулярном чемпионате 2013 года. В полуфинале плей-офф Ллойд забила оба мяча своей команды в ворота «Скай Блю».
16 октября 2014 года Ллойд была обменяна в «Хьюстон Даш» на Бекки Эдвардс, Уитни Энген и право выбора в третьем раунде драфта 2016 года". В феврале 2017 года на правах аренды перешла в «Манчестер Сити» на время весенней серии игр английской женской Суперлиги. В составе «Сити» стала обладателем Кубка Англии. 18 января 2018 года, в результате трёхстороннего обмена между «Хьюстоном», «Скай Блю» и «Чикаго Ред Старс», вместе с Джанин Бекки перешла в «Скай Блю».

## Карьера в сборной
Выступала за сборную США возрастной категории до 21-го года, в составе которой четыре раза подряд становилась победительницей Северного Кубка (англ. Nordic Cup). В 2004 году участвовала в сборах национальной команды, готовившейся к Олимпиаде в Афинах. Дебютировала в главной команде 10 июля 2005 года в товарищеском матче против сборной Украины. В 2006 году закрепилась в составе команды. На Кубке Алгарве впервые вышла на поле в стартовом составе. Всего за год провела за сборную 19 матчей и забила один гол — первый в составе национальной команды — в ворота сборной Тайваня. На Кубке Алгарве 2007 отличилась четыре раза, став лучшим бомбардиром и MVP турнира. В матче против Новой Зеландии сделала первый дубль в составе сборной.
Перед чемпионатом мира 2007 года сборная США не проигрывала на протяжении почти трёх лет и считалась одним из фаворитов турнира. В стартовом матче на турнире сборная США сыграла вничью 2:2 со сборной КНДР, Ллойд провела на поле все 90 минут. Во второй игре против Швеции была заменена после первого тайма, команда США одержала победу со счётом 2:0. В матче третьего тура группового турнира против Нигерии провела на поле 64 минуты.
Заняв первое место в группе, американки вышли в 1/4 финала на сборную Англии. Сборная США одержала победу со счётом 3:0, забив три мяча в течение двенадцати минут в начале второго тайма. Ллойд вышла на поле на 82-й минуте, заменив автора второго мяча Шэннон Боккс. Полуфинальный матч против Бразилии завершился для американок разгромом со счётом 0:4. Матч за бронзовые медали против команды Норвегии стал единственной игрой, в которой Ллойд не принимала участия. Сборная США одержала победу со счётом 4:1, выиграв бронзу.
На олимпийском футбольном турнире Ллойд сыграла во всех матчах сборной США, отличившись дважды. Гол в ворота сборной Японии принёс команде победу в матче группового турнира, а второй, забитый на 96-й минуте финала против Бразилии, стал для команды золотым. По итогам 2008 года Ллойд стала самой результативной футболисткой национальной команды и получила приз Игроку года в США. В 2009 году провела за сборную шесть матчей, в пяти из них выйдя в стартовом составе. На Кубке Алгарве 2010 забила мяч в финальной игре в ворота сборной Германии.
На Золотом Кубке КОНКАКАФ 2010 сборная США заняла третье место, получив право сыграть за путёвку на чемпионат мира 2011 в межзональных стыковых матчах с Италией. Ллойд сыграла в обоих стыковых матчах, по итогам которых сборная США получила право сыграть на чемпионате мира.
2011 год начался для сборной США, готовившейся к чемпионату мира, с Турнира четырёх наций в Китае. Ллойд отличилась в матчах против сборных Швеции и Китая. На Кубке Алгарве она забила три мяча — Норвегии, Финляндии и, в финальном матче, Исландии. Сборная США выиграла Кубок в восьмой раз в своей истории. В стартовом матче чемпионата мира с Колумбией забила свой первый гол на мировых первенствах. В четвертьфинальном матче с Бразилией реализовала один из послематчевых пенальти. В финале основное и дополнительное время матча с Японией завершилось ничьей, в серии пенальти победу одержали азиатские футболистки. Ллойд свой удар не реализовала, пробив выше ворот.

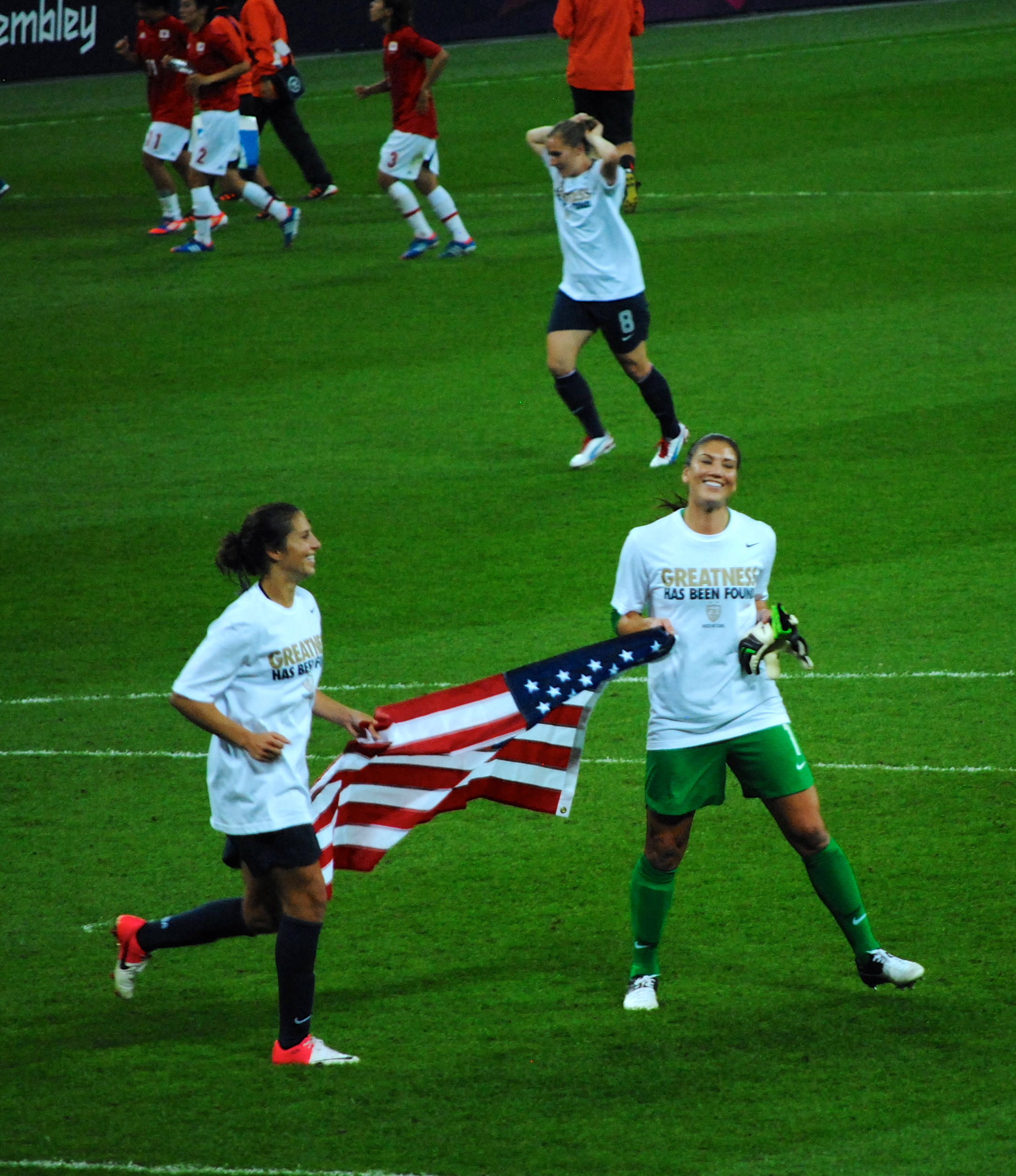
Карли Ллойд и Хоуп Соло после победы в финале Олимпиады

В начале 2012 года в составе национальной сборной Ллойд участвовала в квалификационном турнире к Олимпиаде в Лондоне. В матче группового турнира с Мексикой сделала первый хет-трик в своей карьере. В полуфинальном матче также отличилась, забив второй мяч в ворота Коста-Рики. В финале квалификации США разгромили сборную Канады со счётом 4:0. В стартовом матче олимпийского турнира забила победный гол в ворота сборной Франции. Во втором туре отличилась в игре с Колумбией. В финальной игре с Японией забила оба мяча сборной США, забив, таким образом, победный гол на второй Олимпиаде подряд. В октябре 2013 года в товарищеском матче против Новой Зеландии забила 46-й мяч за сборную, став самым результативным полузащитником в истории сборной, превзойдя результат Джули Фауди.
В апреле 2015 года вошла в заявку сборной США на чемпионат мира в Канаде. На турнире забила шесть мячей, уступив Золотую бутсу лучшего бомбардира немке Селии Шашич лишь по количеству сыгранных минут. В финальном матче с японками сделала хет-трик за 16 минут, ставший первым в финалах женских мировых чемпионатов. Третий мяч, забитый ударом от центра поля, вошёл в число номинантов на Приз имени Ференца Пушкаша. По итогам чемпионата Ллойд получила Золотой мяч лучшему игроку турнира. 30 ноября 2015 года была включена в число номиманток на Золотой мяч, вручаемый ФИФА лучшей футболистке мира. По итогам голосования набрала 35,28 % голосов, заняв первое место. Приз был вручён футболистке на церемонии в Цюрихе 11 января 2016 года.
В составе сборной США играла на Олимпиаде в Рио-де-Жанейро. На групповом этапе забила по мячу в ворота сборных Новой Зеландии и Франции. 2 декабря 2016 года вошла в число трёх претенденток на приз Футболистке года, присуждаемый ФИФА по итогам голосования журналистов, капитанов и тренеров национальных сборных. В голосовании опередила бразильянку Марту и немку Мелани Берингер, набрав 20,68 % голосов. Вошла в число номинанток на приз по итогам 2017 года, но по результатам голосования заняла второе место, уступив Лике Мартенс.
На мировом первенстве 2019 года, который проходил в июне во Франции, Карли в первом матче сборной США против Таиланда забила последний из тринадцати мячей своей сборной, что в итоге принесло её команде победу (13:0). Во втором поединке против сборной Чили, Ллойд отличилась дважды на 11-й и 35-й минутах, а команда США победила 3:0.

## Награды и достижения

### Командные
«Манчестер Сити»
- Обладательница Кубка Англии: 2016/17

Сборная США
- Победительница Олимпийских игр: 2008, 2012
- Чемпионка мира: 2015
- Вице-чемпионка мира: 2011

### Личные
- Самый ценный игрок Кубка Алгарве: 2007[62]
- Футболистка года в США: 2008[63]
- Футболистка года в КОНКАКАФ: 2015[64]
- Лучшая футболистка чемпионата мира: 2015[65]
- Лучшая футболистка мира по версии ФИФА: 2015[66], 2016[67]

## Личная жизнь
4 ноября 2016 года вышла замуж за Брайана Холлинса.